# Aqsis
Aqsis – otwarta aplikacja do renderowania scen 3D, rozpowszechniane na licencji GPL. Aplikacja implementuje standard RenderMan, opisujący tworzenie scen 3D. Autorem i głównym programistą projektu jest Paul Gregory.

## Aqsis w Google Summer of Code
Projekt dwukrotnie zakwalifikował się do programu Google Summer of Code. W roku 2007 projekt otrzymał dwa sloty, natomiast w 2009 trzy.